# زوی اسکولر
زوی اسکولر (انگلیسی: Zvee Scooler؛ ۱ دسامبر ۱۸۹۹ – ۲۵ مارس ۱۹۸۵) بازیگر تئاتر، رادیو و سینما و صداپیشه اوکراینی‌الاصل اهل ایالات متحده آمریکا بود.
از فیلم‌ها یا برنامه‌های تلویزیونی که وی در آن نقش داشته است می‌توان به ویولن‌زن روی بام و عشق و مرگ اشاره کرد. او در نسخهٔ اصلی موزیکال ویولن‌زن روی بام هم نقش‌آفرینی کرده است.